# Ассоциация женщин-юристов Мали
Ассоциация женщин-юристов Мали (фр. Association des Femmes Juristes du Mali) — это неправительственная организация в Африке.
Ассоциация учреждена в 1988 году женщинами-адвокатами и занимается оказанием юридической помощи женщинам в Мали.

## Концепция
Ассоциация продвигает и защищает права женщин в малийском законодательстве, состоит в качестве организации-члена в «Группе по правам и гражданству женщин» (фр. Groupe Pivot/Droits et Citoyenneté des Femmes, GP/DCF) и в Африканской Комиссии по правам человека.

## Члены
Членами ассоциации как неполитической организации являются около пятидесяти женщин-юристов, адвокатов, магистратов и судей.

## История
Ассоциация была создана в 1988 году.  Фатумата Дембеле Диарра была избрана первым президентом ассоциации. В 1990-х годах организация использовала средства международных агентств по оказанию помощи для предоставления мобильных юридических консультаций сельским женщинам в Мали. Ассоциация курировала радиопрограмму «La Voix des Femmes». Юристы ассоциация при поддержке Посольства США опубликовали в 1995 году исследование дискриминационных элементов в малийском законодательстве. Это исследование стало «главным стимулом для изменения дискриминационных статей в законе».
В ноябре 2014 года ассоциация сообщила о более чем 150 жертвах принудительного брака и сексуального насилия. Шесть организаций, в том числе ассоциация, подали жалобу в суд первой инстанции Третьей коммуны Бамако от имени 80 жертв изнасилований, совершенных вооруженными группировками во время войны в Мали в 2012–2013 годах.